# دوبليكات
دوبليكات (بالإنجليزية: Duplicati)‏ و تعنى الكلمة بالعربية تكرار هو برنامج لنسخ الاحتياطي الذي يشفر الملفات ويخزنها بشكل آمن.

## وصلات خارجية
- دوبليكات على موقع Framasoft (الفرنسية)
- الموقع الرسمي